# ماورو بيانكي
ماورو بيانكي (بالألمانية: Mauro Bianchi) (و. 1937 – م) هو سائق سيارة سباق، من بلجيكا، ولد في ميلانو.